# Danh sách kênh nước ở Hồng Kông
Dưới đây là danh sách các kênh nước, eo biển ở Hồng Kông.

## Danh sách
Danh sách này không đầy đủ, bạn cũng có thể giúp mở rộng danh sách.
| Tên                     | Miêu tả                                                                                | Hình ảnh |
|                         |                                                                                        |          |
| Eo biển Hương Cảng Tử   | Nằm giữa Áp Lợi Châu và Nam Lãng Sơn trên đảo Hồng Kông                                |          |
| Eo biển Bắc Trường Châu | Nằm giữa bán đảo Chi Ma Loan của Đại Tự Sơn và đảo Trường Châu                         |          |
| Eo biển Đông Bác Liêu   | Nằm giữa bờ tây của đảo Hồng Kông, Áp Lợi Châu và phía đông của Nam Nha                |          |
| Cấp Thủy Môn            | Nằm giữa Đại Tự Sơn và Mã Loan                                                         |          |
| Eo biển Đại Tự          | Phía nam của Phân Lưu, Đại Tự Sơn                                                      |          |
| Lí Ngư Môn              | Tách biệt Cửu Long và đảo Hồng Kông, giữa Tương Quân Áo và Cảng Victoria               |          |
| Eo biển Mã Loan         | Nằm giữa đảo Mã Loan và Thanh Y                                                        |          |
| Eo biển Lam Ba Lặc      | Nằm giữa Thanh Y và khu vực Thuyền Loan và Quỳ Dũng của bán đảo Cửu Long               |          |
| Eo biển Lưu Hoàng       | Nằm giữa Thanh Châu và mũi phía tây bắc của đảo Hồng Kông                              |          |
| Eo biển Đại Đông        | Giới hạn bởi Phật Đường Châu và Đông Long Châu ở phía đông và đảo Hồng Kông ở phía tây |          |
| Eo biển Thích Môn       | Phía nam của Thuyền Loan Hải, kết nối Cảng Thổ Lộ với vịnh Đại Bàng                    |          |
| Kênh nước Long Cổ       | Nằm giữa Đại Tự Sơn và Đồn Môn                                                         |          |
| Eo biển Tây Bác Liêu    |                                                                                        |          |